# Matlhakola
Matlhakola est une ville du Botswana.